# جانسون کریک (آلبرتا)
جانسون کریک (آلبرتا) (به انگلیسی: Johnston Creek (Alberta)) رودخانه‌ای است که در کانادا جریان دارد.